# Thomas Worthington (politikus)
Thomas Worthington (Charles Town, 1773. július 16. – New York, 1827. június 20.) az Amerikai Egyesült Államok szenátora (Ohio, 1803–1807 és 1810–1814).